# 大分県立野津高等学校
大分県立野津高等学校（おおいたけんりつ のつこうとうがっこう）は、大分県臼杵市（旧・大野郡）野津町大字野津市に所在した公立の高等学校。全国で唯一の福祉科のみの福祉高等学校であった。
以下は、特記しない限り、閉校時点での情報である。

## 設置学科
- 福祉科

## 所在地
- 〒875-0201 大分県臼杵市（旧・大野郡）野津町大字野津市537番地1

## 沿革
- 1949年（昭和24年） - 大分県立三重高等学校定時制課程野津校舎として開校[1]。
- 1951年（昭和26年） - 大分県立三重東高等学校定時制と改称。
- 1953年（昭和28年） - 大分県立豊西高等学校定時制課程野津校舎と改称。
- 1961年（昭和36年） - 野津校舎を野津分校と改称。
- 1966年（昭和41年） - 独立して大分県立野津高等学校となる[1]。
- 1996年（平成8年）4月 - 福祉科設置。
- 2001年（平成13年）4月 - 普通科募集停止。
- 2003年（平成15年）4月 - 福祉科のみの単科高校となる。
- 2014年（平成26年）3月1日 - 閉校。

## 高校再編
2008年（平成20年）1月9日に大分県教育委員会が公表した2010 - 2014年度の後期高校再編計画の検討素案においては、本校を廃止し、代替となる看護系学科を大分南高校に新設することが提案された。この案に対して市民の間では存続を望む声が強く、後藤國利臼杵市長は市立高校への移管を検討するとともに、大分県教委に存続を働きかけた。2008年（平成20年）8月27日に決定された最終案では、本校の廃止は覆らなかったものの、同じ臼杵市内の臼杵高校の学級数を当初案から2増とすることが盛り込まれた。
本校の募集は2012年度から停止されており、本校は、在学生が卒業する2014年（平成26年）3月2日に閉校した。なお、本校が閉校する代替として2012年（平成24年）4月に大分南高校に福祉科が新設されている。